# Martersäule (Alterlangen)

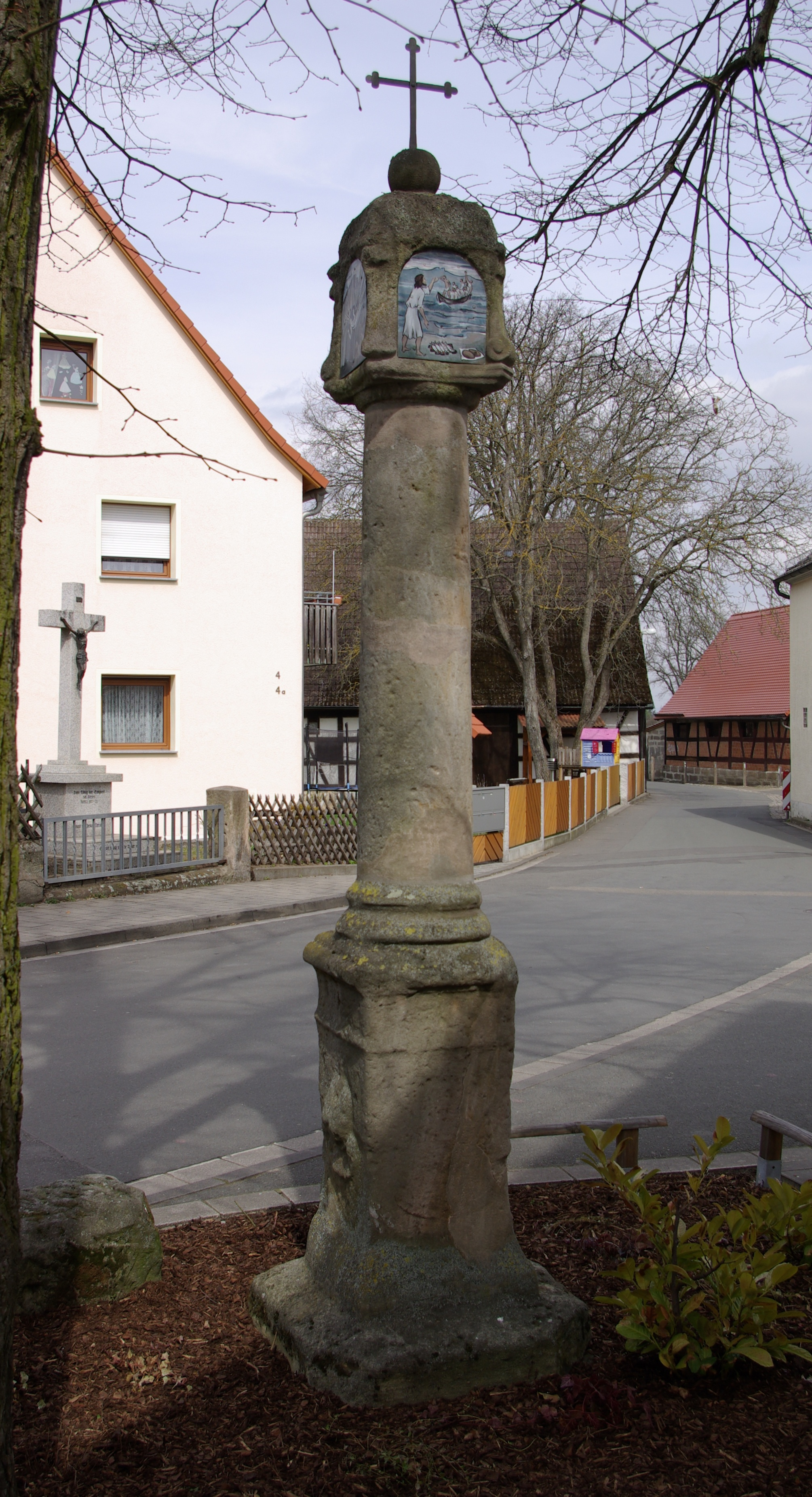
Die Martersäule in Alterlangen, 2012

Die Martersäule im Erlanger Ortsteil Alterlangen ist ein barocker Bildstock. Das Bayerische Landesamt für Denkmalpflege verzeichnet sie unter der Denkmalnummer D-5-62-000-744.

## Standort
Die Martersäule in Alterlangen steht inmitten des alten Dorfkerns an einer Straßenkreuzung vor dem Anwesen Alterlanger Straße 17.

## Beschreibung
Auf einem 1,5 Meter hohen Sockel von quadratischem Querschnitt ruht ein 1,4 Meter hoher Schaft ohne Anschwellung. Darüber folgt ein Volutenkapitell und die quadratische Ädikula, in der sich vier flache Nischen befinden. In diesen sind auf Kupferblech gemalte Abbildungen aus dem Leben Jesu Christi befestigt. Der würfelförmige Kopf der Martersäule wird von Muschelornamenten, einer Kuppel sowie einer Steinkugel mit Metallkreuz abgeschlossen.
Die vier modern intendierten Bilder der Ädikula zeigen folgende Szenen:
1. (Straßenseite): In die „Ecce homo“-Darstellung (Johannes 19,5 EU) ist ein Anachronismus eingeflochten, in dem Jesus Christus an der Alterlanger Martersäule festgebunden ist.
2. (Ostseite): Erweckung des Eutychus (Apg 20,8–11 EU).
3. (Südseite): Christus am See (Johannes 21,4–9 EU).
4. (Westseite): Auferstehung Jesu Christi (Matthäus 28,3 EU).

## Geschichte
Nach einer Beschreibung aus den 1920er Jahren wurde die Martersäule 1738 errichtet. Im Laufe der Zeit wurde der Bildstock zerstört, wodurch er weitgehend in Vergessenheit geriet. In der ersten Hälfte des 20. Jahrhunderts wurden bei Kanalisationsarbeiten am damaligen Haus Nr. 20 der Sockel und Teile der Säule wiederentdeckt. Beim Abriss eines Backofens fand man in dessen Grundmauern auch die Ädikula der Martersäule.
Die Ädikula und der Sockel wurden zunächst im Steingarten des Finders Lorenz Weller am damaligen Haus Nr. 59 aufgestellt. Nach dem Zweiten Weltkrieg wurden die Reste des inzwischen schmucklosen Bildstocks am heutigen Standort wieder aufgestellt.
1988 hatte eine Alterlanger Bürgerin die Idee, an der Martersäule neue Bilder auf Kupferblech anzubringen. Durch die Initiative des katholischen Pfarrers der Kirche St. Heinrich und der Unterstützung durch das Stadtarchiv Erlangen erwirkte man dafür die Zustimmung des Bayerischen Landesamtes für Denkmalpflege. Nach einer aufwendigen Restaurierung des historischen Bildstocks wurden im Januar 1990 die nach Entwürfen von I. Linskens bemalten Kupferplatten eingesetzt und das Flurdenkmal wieder aufgestellt.